# FFH-Gebiet Gebiet der Oberen Schwentine
Das FFH-Gebiet Gebiet der Oberen Schwentine ist ein NATURA 2000-Schutzgebiet in Schleswig-Holstein im Kreis Ostholstein in den Gemeinden Kasseedorf, Schönwalde am Bungsberg und Eutin.
Das FFH-Gebiet Gebiet der Oberen Schwentine hat eine Größe von 420 Hektar. Die größte Ausdehnung des FFH-Gebietes beträgt 8,3 Kilometer in Nordostrichtung. Es liegt im Flusssystem der Schwentine zwischen dem Kasseeer Ortsteil Bergfeld im Nordosten und der Mündung der Schwentine in den Kellersee in Eutin im Südwesten, siehe auch Diagramm 1. Die höchste Erhebung mit 115 Meter über Normalhöhennull (NHN) befindet sich in der Nähe von Bergfeld, der niedrigste Punkt ist der mittlere Pegel des Kellersees mit 24,46 Meter über NHN, siehe Karte 1.
Der Teil des FFH-Gebietes nördlich der Gemeinde Kasseedorf liegt im Naturraum Bungsberggebiet  (Landschafts-ID 70204) und der Rest liegt im Naturraum Holsteinische Schweiz (Landschafts-ID 70208), beide in der Haupteinheit „Ostholsteinisches Hügelland“. Diese ist wiederum Teil der Naturräumlichen Großregion 2. Ordnung Schleswig-Holsteinisches Hügelland. Das Bundesamt für Naturschutz (BfN) rechnet das FFH-Gebiet in seinem Landschaftssteckbrief zur Landschaft Holsteinische Schweiz.
Das FFH-Gebiet besteht zu gut einem Drittel aus der FFH-Lebensraumklasse Binnengewässer, zu knapp einem Drittel aus Moore, Sümpfe und Uferbewuchs. Der Rest besteht aus mesophilem Grünland und Laubwald. Nadelwald ist kaum vorhanden, siehe Diagramm 2.

## FFH-Gebietsgeschichte und Naturschutzumgebung
Der NATURA 2000-Standard-Datenbogen (SDB) für dieses FFH-Gebiet wurde im Juni 2004 vom Landesamt für Landwirtschaft, Umwelt und ländliche Räume (LLUR) des Landes Schleswig-Holstein erstellt, im September 2004 als Gebiet von gemeinschaftlicher Bedeutung (GGB) vorgeschlagen, im November 2007 von der EU als GGB bestätigt und im Januar 2010 national nach § 32 Absatz 2 bis 4 BNatSchG in Verbindung mit § 23 LNatSchG als besonderes Erhaltungsgebiet (BEG) bestätigt. Der SDB wurde zuletzt im Januar 2015 aktualisiert. Der Managementplan für das FFH-Gebiet wurde im Juni 2015 veröffentlicht.

Das FFH-Gebiet Gebiet der Oberen Schwentine grenzt im Westen an das FFH-Gebiet Seen des mittleren Schwentinesystems und liegt vollständig im Naturpark Holsteinische Schweiz. Die Westhälfte des FFH-Gebietes liegt im am 10. Juni 1965 gegründeten Landschaftsschutzgebiet Holsteinische Schweiz. In der Ortsmitte von Kasseedorf überschneiden sich das FFH-Gebiet Gebiet der Oberen Schwentine mit dem am 22. August 1996 gegründeten Naturschutzgebiet Kasseedorfer Teiche und Umgebung. Für dieses Naturschutzgebiet hat das LLUR im September 2009 ein Faltblatt des Besucherinformationssystems (BIS) herausgebracht. Das FFH-Gebiet ist Teil des Biotopverbundsystems von Schleswig-Holstein mit den Kernzonen 296, 297 und 305, sowie den Hauptverbundachsen Schwentine bei Steendorf, Schwentine und Schwentine bei Eutin.

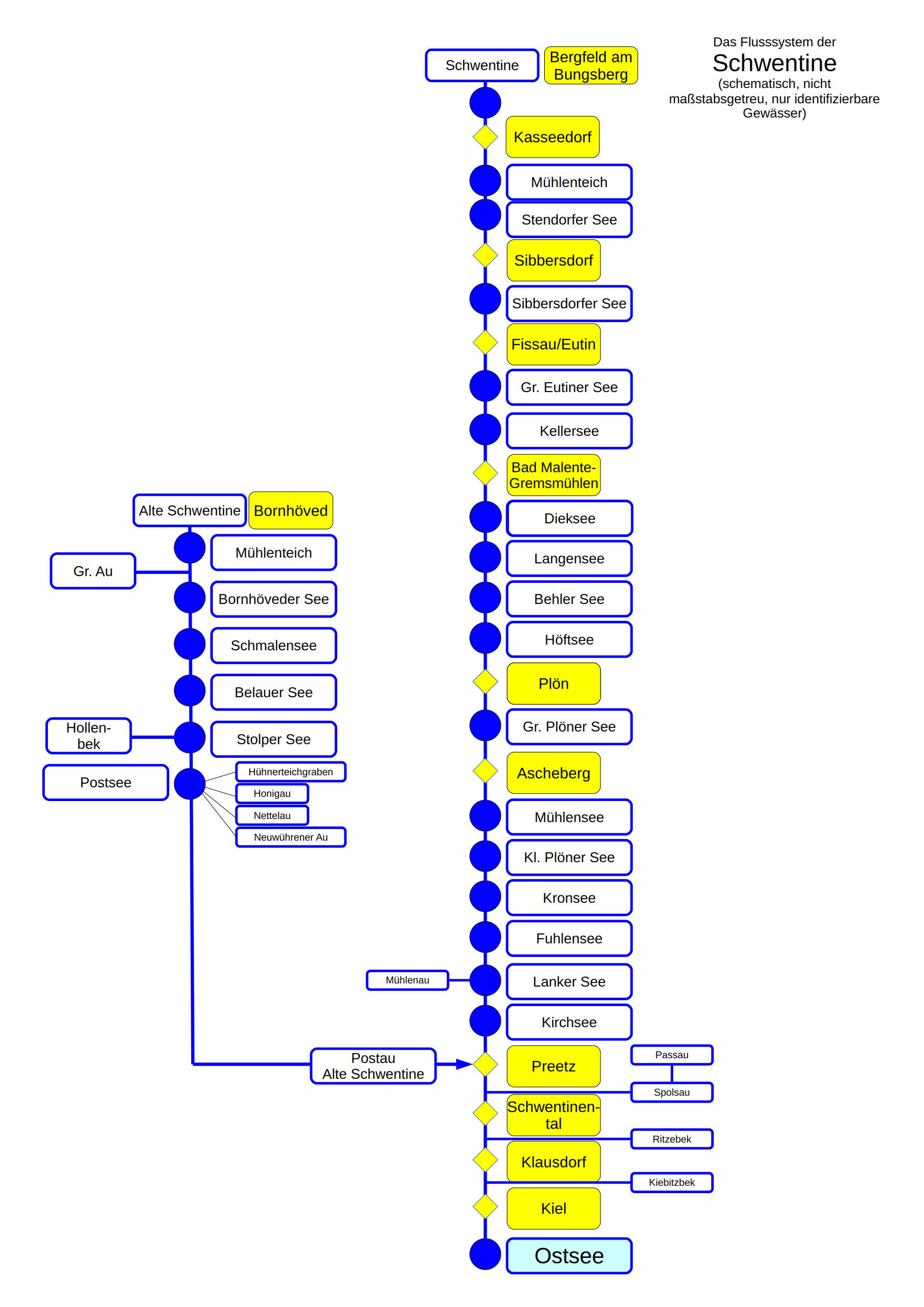
Diagramm 1ː Flusssystem der Schwentine

Mit der Gebietsbetreuung des FFH-Gebietes wurde nach § 20 LNatSchG durch das LLUR noch keine Institution betraut.

## FFH-Erhaltungsgegenstand

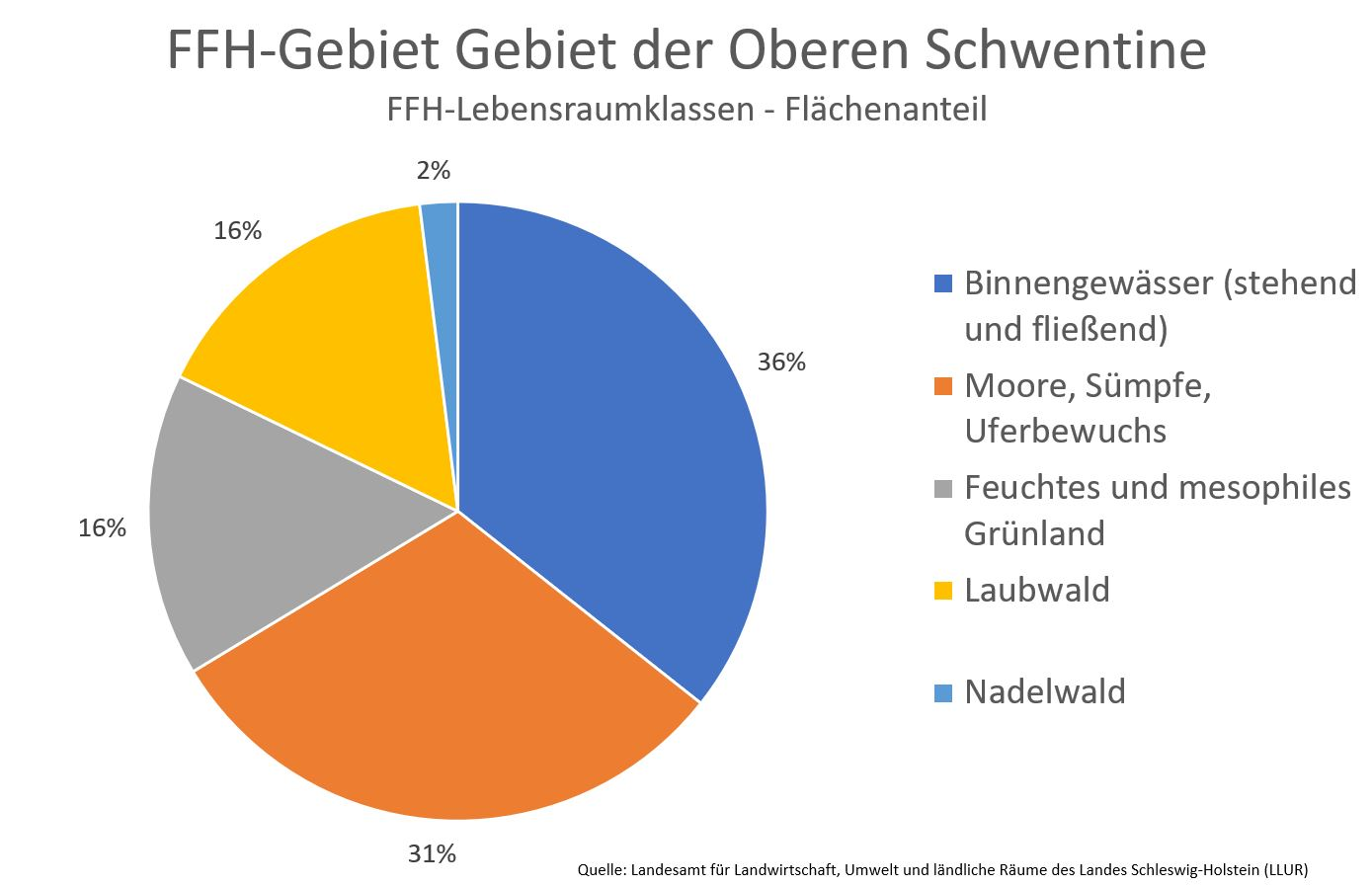
Diagramm 2ː FFH-Lebensraumklassen im FFH-Gebiet Gebiet der Oberen Schwentine

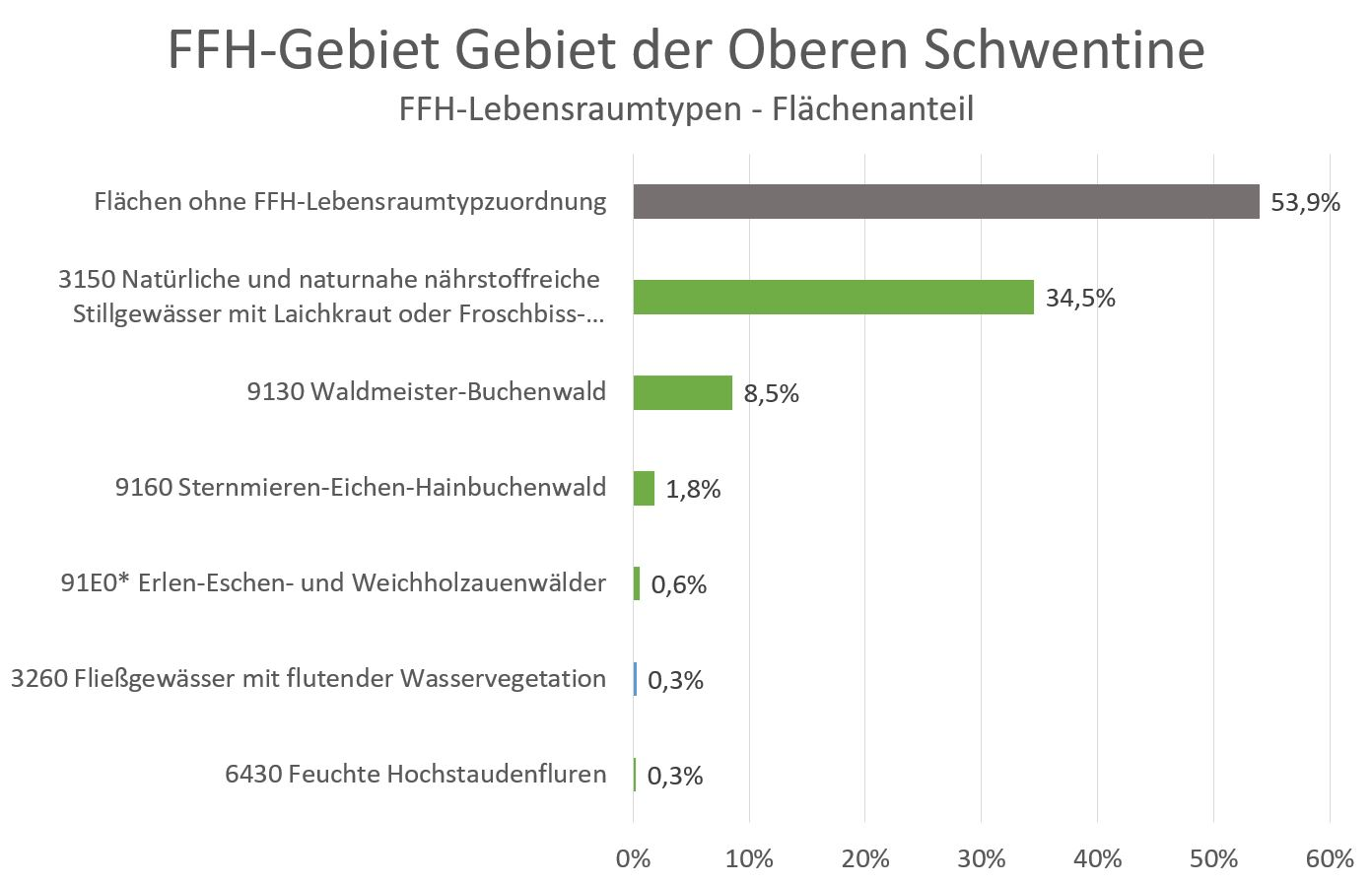
Diagramm 3ː FFH-Lebensraumtypen im FFH-Gebiet Gebiet der Oberen Schwentine

Laut Standard-Datenbogen vom Januar 2015 sind folgende FFH-Lebensraumtypen (LRT) und Arten als FFH-Erhaltungsgegenstände mit den entsprechenden Beurteilungen zum Erhaltungszustand der Umweltbehörde der Europäischen Union gemeldet worden (Gebräuchliche Kurzbezeichnung (BfN)):
FFH-Lebensraumtypen nach Anhang I der EU-Richtlinie:
- 3150 Natürliche und naturnahe nährstoffreiche Stillgewässer mit Laichkraut oder Froschbiss-Gesellschaften (Gesamtbeurteilung C)[17]
- 3260 Fließgewässer mit flutender Wasservegetation (Gesamtbeurteilung C)[18]
- 6430 Feuchte Hochstaudenfluren (Gesamtbeurteilung C)[19]
- 9130 Waldmeister-Buchenwälder (Gesamtbeurteilung C)[20]
- 9160 Sternmieren-Eichen-Hainbuchenwälder (Gesamtbeurteilung C)[21]
- 91E0* Erlen-Eschen- und Weichholzauenwälder (Gesamtbeurteilung B)[22]

Arten gemäß Artikel 4 der Richtlinie 2009/147/EG und Anhang II der Richtlinie 92/43/EWG und diesbezügliche Beurteilung des Gebiets:
- 1355 Fischotter (Gesamtbeurteilung C)[24]
- 1318 Teichfledermaus (Gesamtbeurteilung B)[25]
- 1016 Bauchige Windelschnecke (Gesamtbeurteilung C)[26]

Im Zeitraum von 2015 bis 2017 wurde das FFH-Gebiet nachkartiert. Danach ist knapp die Hälfte der Fläche mit FFH-Lebensraumtypen bedeckt. Ein Teil davon sind gleichzeitig auch gesetzlich geschützte Biotope. Gut ein sechstel der Gesamtfläche ist ausschließlich mit gesetzlich geschützten Biotopen bedeckt und der Rest hat keinen der beiden Schutzstati, siehe Diagramm 3.

## FFH-Erhaltungsziele
Aus den oben aufgeführten FFH-Erhaltungsgegenständen werden als FFH-Erhaltungsziele von besonderer Bedeutung die Erhaltung folgender Lebensraumtypen und Arten im FFH-Gebiet vom Ministerium für Energiewende, Landwirtschaft, Umwelt und ländliche Räume des Landes Schleswig-Holstein erklärt:
- 3150 Natürliche und naturnahe nährstoffreiche Stillgewässer mit Laichkraut oder Froschbiss-Gesellschaften
- 3260 Fließgewässer mit flutender Wasservegetation
- 6430 Feuchte Hochstaudenfluren
- 9130 Waldmeister-Buchenwälder
- 9160 Sternmieren-Eichen-Hainbuchenwälder
- 91E0* Erlen-Eschen- und Weichholzauenwälder
- 1318 Teichfledermaus

Aus den oben aufgeführten FFH-Erhaltungsgegenständen werden als FFH-Erhaltungsziele von Bedeutung die Erhaltung folgender Lebensraumtypen und Arten im FFH-Gebiet vom Ministerium für Energiewende, Landwirtschaft, Umwelt und ländliche Räume des Landes Schleswig-Holstein erklärt:
- 1016 Bauchige Windelschnecke
- 1355 Fischotter

## FFH-Analyse und Bewertung

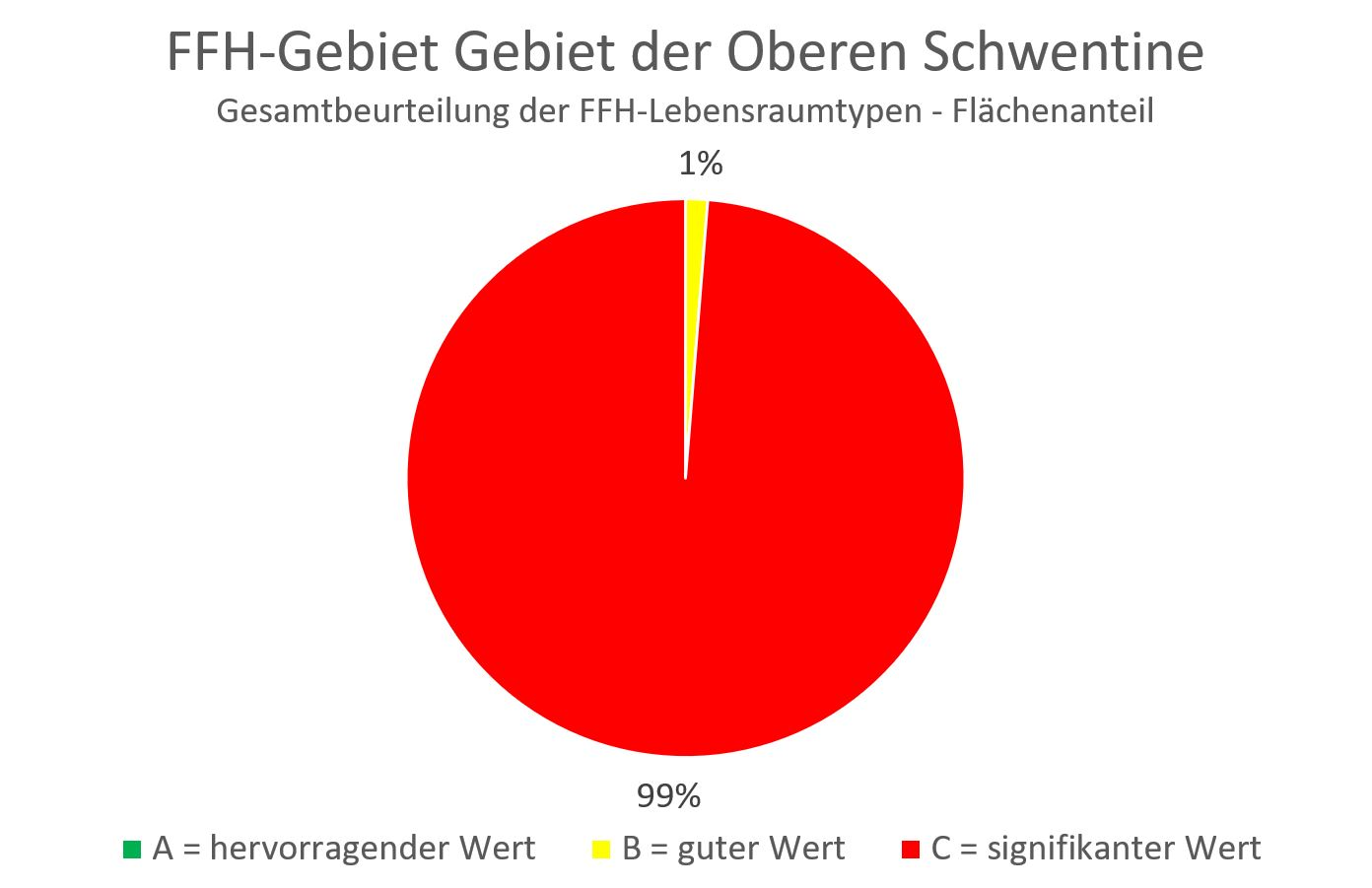
Diagramm 4ː Gesamtbeurteilung der FFH-Flächen im FFH-Gebiet Gebiet der Oberen Schwentine

Das Kapitel FFH-Analyse und Bewertung im Managementplan beschäftigt sich unter anderem mit den aktuellen Gegebenheiten des FFH-Gebietes und den Hindernissen bei der Erhaltung und Weiterentwicklung der FFH-Lebensraumtypen und Arten. Die Ergebnisse fließen in den FFH-Maßnahmenkatalog ein.
Die im FFH-Gebiet ausgewiesenen FFH-LRT-Flächen haben keine gute Gesamtbewertung im SDB erhalten, siehe Diagramm 4. Hierbei handelt es sich bei den gut bewerteten Flächen ausschließlich um den Waldlebensraum 91E0* Erlen-Eschen- und Weichholzauenwälder. Sie besteht aus einer geschlossene Fläche im Quellgebiet der Schwentine.
Im FFH-Gebiet befinden sich mehrere Wasserkörper, die der europäischen Wasserrahmenrichtlinie (WRRL) unterliegen, siehe auch Tabelle 1. Das ist zum einen der Oberlauf der Schwentine vom Quellgebiet bis zum Eintritt in den Stendorfer See, der Stendorfer See selbst, die Schwentine vom Austritt aus dem Stendorfer See bis zum Eintritt in den Sibbersdorfer See, der Sibberdorfer See selbst, die Schwentine vom Austritt aus dem Sibbersdorfer See bis zur Mündung in den großen Eutiner See, der Große Eutiner See selbst und die Schwentine vom Austritt aus dem Großen Eutiner See bis zum Eintritt in den Kellersee. Entlang der Schwentine befinden sich im FFH-Gebiet sechzehn Messstellen für die biologische und chemische Analyse der Wasserqualität der Schwentine, siehe Karte 2.
| Lfd. Nr. | Wasserkörperbezeichnung                             | Kennung         | Einstufung nach § 28 WHG | Ökologischer Zustand (gesamt) | Chemischer Zustand (gesamt) |
| -------- | --------------------------------------------------- | --------------- | ------------------------ | ----------------------------- | --------------------------- |
| 1        | Schwentine OL (Fließgewässer)                       | DERW_DESH_SW_03 | natürlich                | mäßig                         | nicht gut                   |
| 2        | Stendorfer See (See)                                | DELW_DESH_0391  | natürlich                | schlecht                      | nicht gut                   |
| 3        | Schwentine Zulauf Sibbersdorfer See (Fließgewässer) | DERW_DESH_SW_05 | erheblich verändert      | mäßig                         | nicht gut                   |
| 4        | Sibbersdorfer See (See)                             | DELW_DESH_0385  | natürlich                | schlecht                      | nicht gut                   |
| 5        | Schwentine Zulauf Gr. Eutiner See (Fließgewässer)   | DERW_DESH_SW_06 | erheblich verändert      | mäßig                         | nicht gut                   |
| 6        | Großer Eutiner See (See)                            | DELW_DESH_0110  | natürlich                | unbefriedigend                | nicht gut                   |
| 7        | Schwentine Zulauf Kellersee (Fließgewässer)         | DERW_DESH_SW_07 | natürlich                | unbefriedigend                | nicht gut                   |

Alle Wasserkörper der Oberen Schwentine haben keinen guten chemischen Zustand. Sie überschreiten alle die Grenzwerte für Nitrate, Bromierte Diphenylether (BDE), Quecksilber und Quecksilberverbindungen. Vom Sibbersdorfer See aufwärts ist keine Durchgängigkeit für Fische gegeben. In Kasseedorf wird die Schwentine durch ein Wehr an der Eutiner Straße aufgestaut. Der Teich hat den Namen Mühlenteich und wird als Karpfenteich genutzt, der jedes Jahr einmal abgefischt wird. Hinter dem Stauwehr verliert die Schwentine in einer 600 Meter langen Sohlgleite drei Höhenmeter. Dieses Wehr kann durch flussaufwärts ziehende Fische nicht überwunden werden. Gemäß der WRRL sollen alle größeren Gewässer in der Europäischen Union bis zum Jahre 2028 einen guten ökologischen und chemischen Zustand erreicht haben. Nach den Erfahrungen der letzten zwei Jahrzehnte wird auch dieses Ziel wohl nicht erreicht werden und eine erneute Anpassung der Ziele an die tatsächlichen Gegebenheiten erfolgen.

## FFH-Maßnahmenkatalog

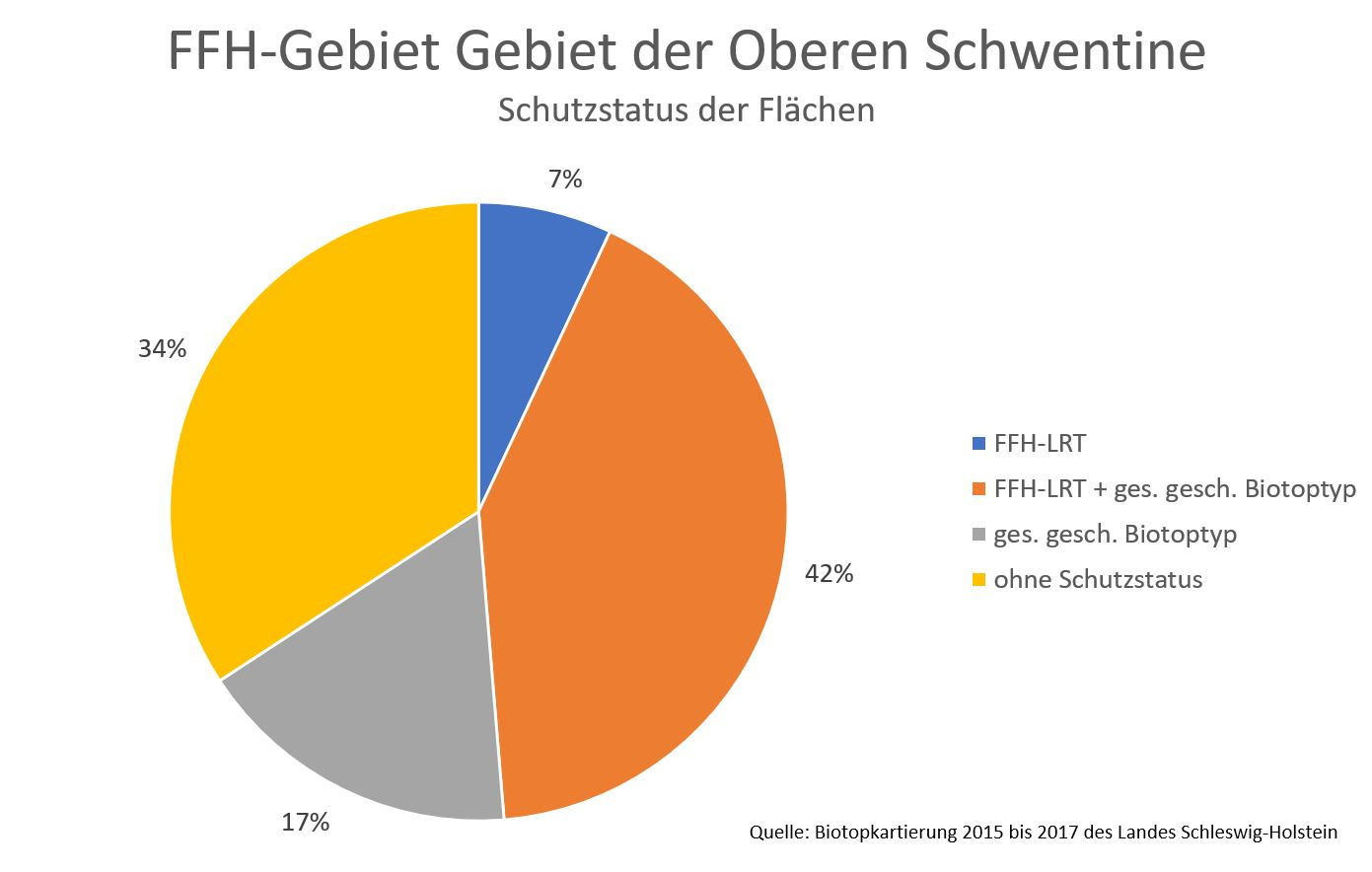
Diagramm 5ː Schutzstati der Flächen des FFH-Gebietes Gebiet der Oberen Schwentine

Der FFH-Maßnahmenkatalog im Managementplan führt neben den bereits durchgeführten Maßnahmen geplante Maßnahmen zur Erhaltung und Entwicklung der FFH-Lebensraumtypen im FFH-Gebiet an. Die notwendigen Erhaltungs- und Wiederherstellungsmaßnahmen sowie die weitergehenden Entwicklungsmaßnahmen sind in jeweils einer Karte für den Abschnitt zwischen dem Sibberdorfer See und dem Eintritt der Schwentine in den Keller See, einer Karte von der Sibbersdorfer Mühle bis zur Unterquerung der Straße Sandfeldweg durch die Schwentine in Fissau, einer Karte vom Ausfluss der Schwentine aus dem Sibbersdorfer See bis zur Sibbersdorfer Mühle, einer weiteren Karte vom Sibbersdorfer See bis zu den Laubwäldern kurz vor dem Kasseedorfer Ortsteil Voßberg und von dort in einer Karte bis zum Quellgebiet der Schwentine beim Kasseedorfer Ortsteil Bergfeld festgehalten. Zur Projektverfolgung sind diese Maßnahmen auch tabellarisch in 32 Maßnahmenblättern niedergeschrieben. 
Schwerpunktmaßnahmen auch zur Verbesserung des ökologischen und chemischen Zustandes der Schwentine und der durchflossenen Seen gemäß WRRL sindː
- Keine Einbringung von Gartenabfällen von Anliegern
- Verbesserung von Kläranlagen im Einzugsbereich der Gewässer
- Schutzstreifen ohne Düngung an allen Gewässerrändern
- Extensivierung der Grünlandflächen
- Umwandlung von Acker in Grünland
- Keine weitere Entwässerung von Niedermoorflächen
- Renaturierung der in der Vergangenheit begradigten Bereiche der Schwentine

## FFH-Erfolgskontrolle und Monitoring der Maßnahmen
Eine FFH-Erfolgskontrolle und Monitoring der Maßnahmen findet in Schleswig-Holstein alle 6 Jahre statt. Die Ergebnisse des letzten Monitorings wurden am 28. Dezember 2010 veröffentlicht.

## Bildergalerie

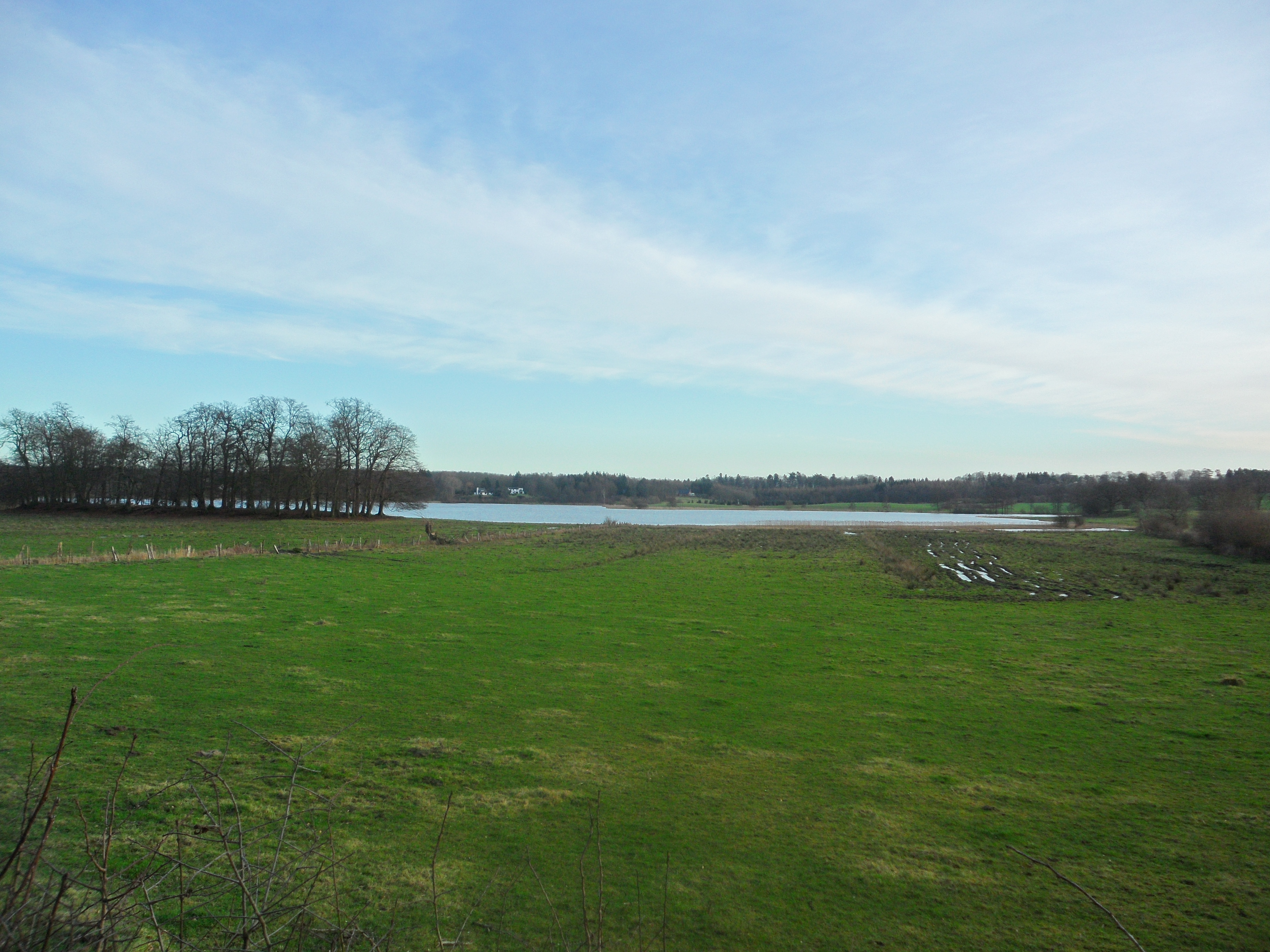
Sibbersdorfer See im FFH-Gebiet Gebiet der Oberen Schwentine